# NGC 3561
NGC 3561又名Arp 105，由一对交互作用星系NGC 3561A与NGC 3561B组成，位于大熊座的A1185星系团。